# Gabriel II (patriarcha Konstantynopola)
Gabriel II, gr. Γαβριήλ Β΄ (zm. 3 grudnia 1659) – ekumeniczny patriarcha Konstantynopola w okresie od 23 kwietnia do 30 kwietnia 1657 r.

## Życiorys
Patriarchą był zaledwie tydzień. W 1659 został oskarżony o utrzymywanie stosunków z Rosjanami w czasie trwającej wojny z Turcją. 3 grudnia 1659 r. został powieszony po odmowie wyrzeczenia się wiary chrześcijańskiej. Jest czczony jako męczennik, jego święto w Kościele prawosławnym jest 3 grudnia.